# Торникрофт, Томас
Айзек Томас Торникрофт (англ. Isaac Thomas Thornycroft; 22 ноября 1881, Лондон — 6 июня 1955, Басингстоук) — британский гонщик на моторных лодках, двукратный чемпион летних Олимпийских игр 1908.
На Играх 1908 в Лондоне Торникрофт вместе со своим экипажем участвовал в двух классах лодок — до 60 футов и 6,5—8 м. В каждом только его лодка смогла финишировать, и Торникрофт стал двукратным чемпионом Игр.